# San Cesareo
San Cesareo település Olaszországban, Lazio régióban, Róma megyében. Lakosainak száma 15 988 fő (2023. január 1.). San Cesareo Colonna, Monte Compatri, Palestrina, Rocca Priora és Zagarolo községekkel határos.

## Népesség
A település lakossága az elmúlt években az alábbi módon változott:
| Lakosok száma | 15 507 | 15 552 | 15 988 |
|               | 2017   | 2018   | 2023   |